# Рудник Соуз-Віндарра
Рудник Соуз-Віндарра – колишній гірничодобувний майданчик на заході Австралії.
Нікелеве родовище Маунт-Віндарра виявили у 1971 році та ввели в розробку вже у 1974-му. Власниками проекту на паритетних засадах первісно були компанії Poseidon Ltd та Western Mining Corporation (WMC). У 1977-му Poseidon Ltd продала свою частку Shell Company of Australia, а у 1983 році WMC викупила її та стала одноосібним власником копальні.
Розробка велась відкритим способом за допомогою кар’єру. В 1977-му на тлі падіння цін на нікель видобуток руди зупинили, а за пару місяців припинили і розкривні роботи, після чого дозволили воді затопити кар’єр. В 1985-му його осушили та продовжили видобуток, але вже у 1986 році роботи знову призупинили. Останній етап розробки почався у 1987-му, при цьому в 1988-му на додачу до відкритих робіт обалаштували підземну розробку за допомогою транспортного ухилу з порталом на дні кар’єру. 
Руду спрямовували на збагачувальну фабрику Маунт-Віндарра. 
В 1991-му рудник закрили через вичерпання запасів. Всього накопичений видобуток досягнув 3,1 млн тонн руди з середнім вмістом нікелю 1,4%.